# ظلمة (سباح)

تعديل مصدري - تعديل

ظلمة هي إحدى قرى عزلة سباح بمديرية سباح التابعة لمحافظة أبين، بلغ تعداد سكانها 211 نسمة حسب تعداد اليمن لعام 2004.